# Trolejbusy w Iżewsku

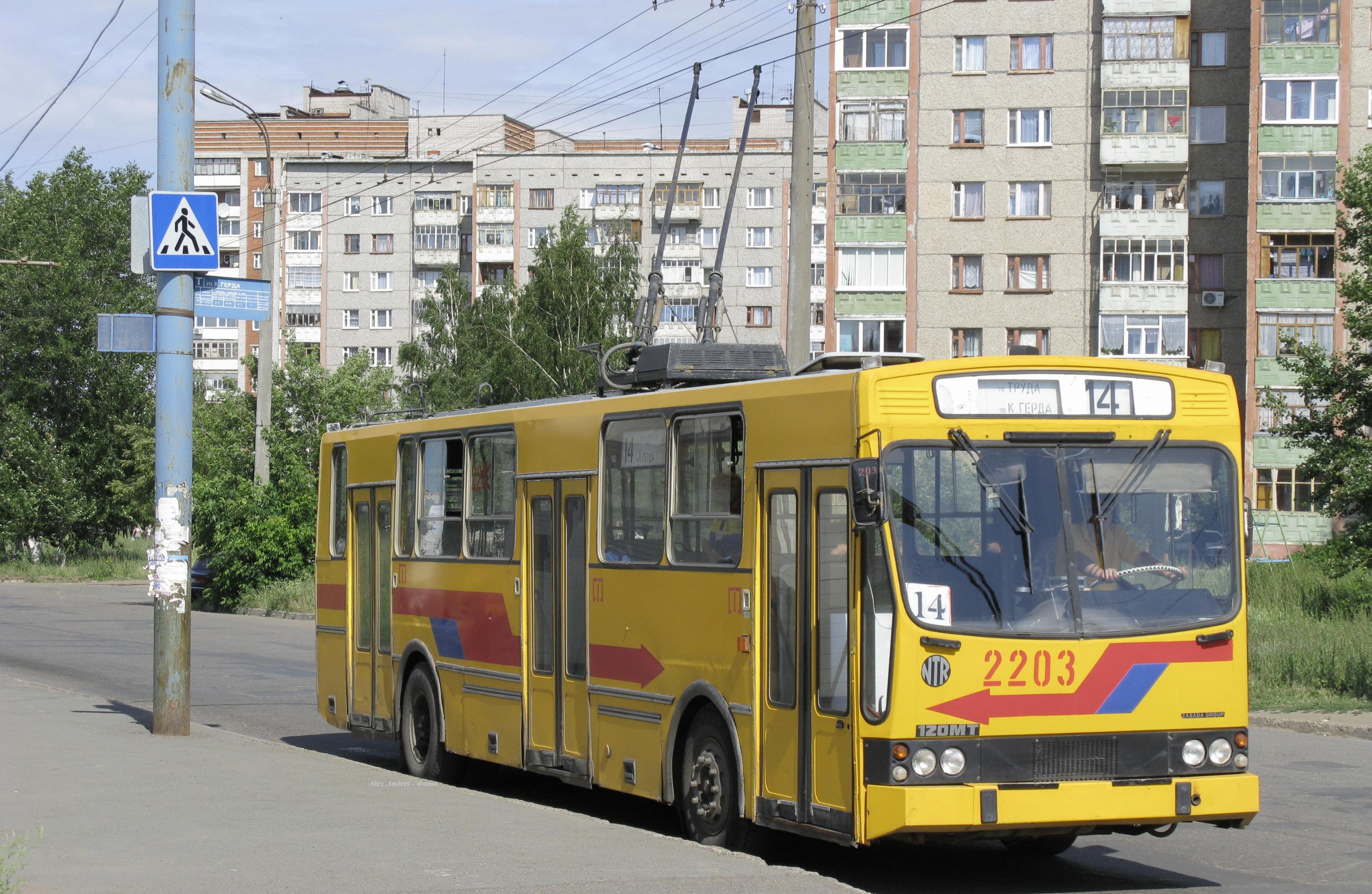
Nordtroll 120MTr w Iżewsku.

Trolejbusy w Iżewsku – system trolejbusowy funkcjonujący w mieście Iżewsk, stolicy Udmurcji w Rosji. Został uruchomiony 6 listopada 1968 r. Składa się z 8 linii trolejbusowych. Operatorem jest przedsiębiorstwo IżGET.

## Linie
Stan z marca 2021 r.
| Linia | Trasa |
| ----- | --- |
|       | Centr ↔ Dom pieczati Krasnaja – Sowietskaja – Puszkinskaja – Majskaja – Udmurtskaja – Wotkinskoje szossie |
|       | Ulica Mołodiożnaja ↔ Administracyja Industrialnogo rajona Pierwomajskaja – 40 let Pobiedy – Ordżonikidzie – Promyszlennaja – Worowskogo – Sowietskaja – Udmurtskaja – Wotkinskoje szossie                                                  |
|       | Awtozawod ↔ Zawod «Nieftiemasz» Awtozawodskoj projezd – Woroszyłowa – 9 Janwaria – Dzierżynskogo – Bummaszewskaja – Udmurtskaja – Majskaja – Puszkinskaja – Sowietskaja – Worowskogo – Promyszlennaja – Ordżonikidzie                      |
|       | Gorodok Mietałłurgow ↔ Zawod «Nieftiemasz» Szkolnaja – 30 let Pobiedy – Kirowa – Maksima Gorʹkogo – Karła Libkniechta – Worowskogo – Promyszlennaja – Ordżonikidzie                                                                        |
|       | Ulica Truda ↔ Centr Krasnaja – Sowietskaja – Puszkinskaja – Majskaja – Udmurtskaja – Bummaszewskaja – Dzierżynskogo – 9 Janwaria – Woroszyłowa – Ulica Pietrowa                                                                            |
|       | Posiołok Maszynostroitielej ↔ Gorodok Mietałłurgow Szkolnaja – 30 let Pobiedy – Kirowa – Maksima Gorʹkogo – Nowoażymowa – Kłubnaja – Olega Koszewogo – Bara                                                                                |
|       | Ulica Woroszyłowa ↔ Posiołok Maszynostroitielej Ulica Pietrowa – Mołodiożnaja – Pierwomajskaja – 40 let Pobiedy – Ordżonikidzie – Promyszlennaja – Worowskogo                                                                              |
|       | Ulica Kuziebaja Gierda ↔ Ulica Truda Olega Koszewogo – Kłubnaja – Nowoażymowa – Maksima Gorʹkogo – Karła Libkniechta – Worowskogo – Sowietskaja – Udmurtskaja – Bummaszewskaja – Dzierżynskogo – 9 Janwaria – Woroszyłowa – Ulica Pietrowa |

## Tabor
Stan z marca 2021 r.
| Zdjęcie        | Typ            | Eksploatacja od | Liczba |
| -------------- | -------------- | --------------- | ------ |
|                | ZiU-9          | 1986            | 172    |
|                | ZiU-10         | 1993            | 1      |
|                | WMZ-273        | 1999            | 1      |
|                | Trolza-5264.01 | 2001            | 1      |
|                | WZTM-5284      | 2004            | 3      |
|                | WZTM-5290      | 2004            | 1      |
|                | WMZ-5298       | 2005            | 10     |
|                | BTZ-52761R     | 2006            | 1      |
|                | BTZ-52761А     | 2008            | 6      |
|                | BTZ-52767A     | 2010            | 1      |
| Łączna liczba: | Łączna liczba: | Łączna liczba:  | 197    |

Iżewsk był jednym z miast, w których eksploatowano polsko-rosyjskie trolejbusy Nordtroll 120MTr. Kursowały w nim w sumie 4 trolejbusy tego modelu, ostatni wycofano w 2016 r.